# レジリエント・ツーリズム
レジリエント・ツーリズム（英語：Resilient Tourism）とは、2020年の新型コロナウイルス感染症の流行により疲弊した観光業を復活させるため、2020年9月28日にユネスコが開催したオンライン会議「国際討論：文化観光、コロナからの回復（Global Debate: 'Culture, Tourism and COVID-19: Recovery, Resiliency and Rejuvenation'）」において提唱された。

## レジリエントとは
語源となった「レジリエンス(resilience)」には、「（課題に立ち向かう）強さ」や「回復力」といった意味がある。
一方で心理学においては、困難な状況にあっても上手く適応する能力や経過のことをレジリエンスという。本来は個々人の性質を分析するものであったが、紛争や自然災害などに巻き込まれた地域社会全体の復興過程も包括するようになり、「レジリエンスを有する」状態のことを「レジリエント(resilient)」と呼ぶようになった。
つまりレジリエント・ツーリズムとは、ウィズコロナ時代における旅行の在り方を示すものになる。

## 背景

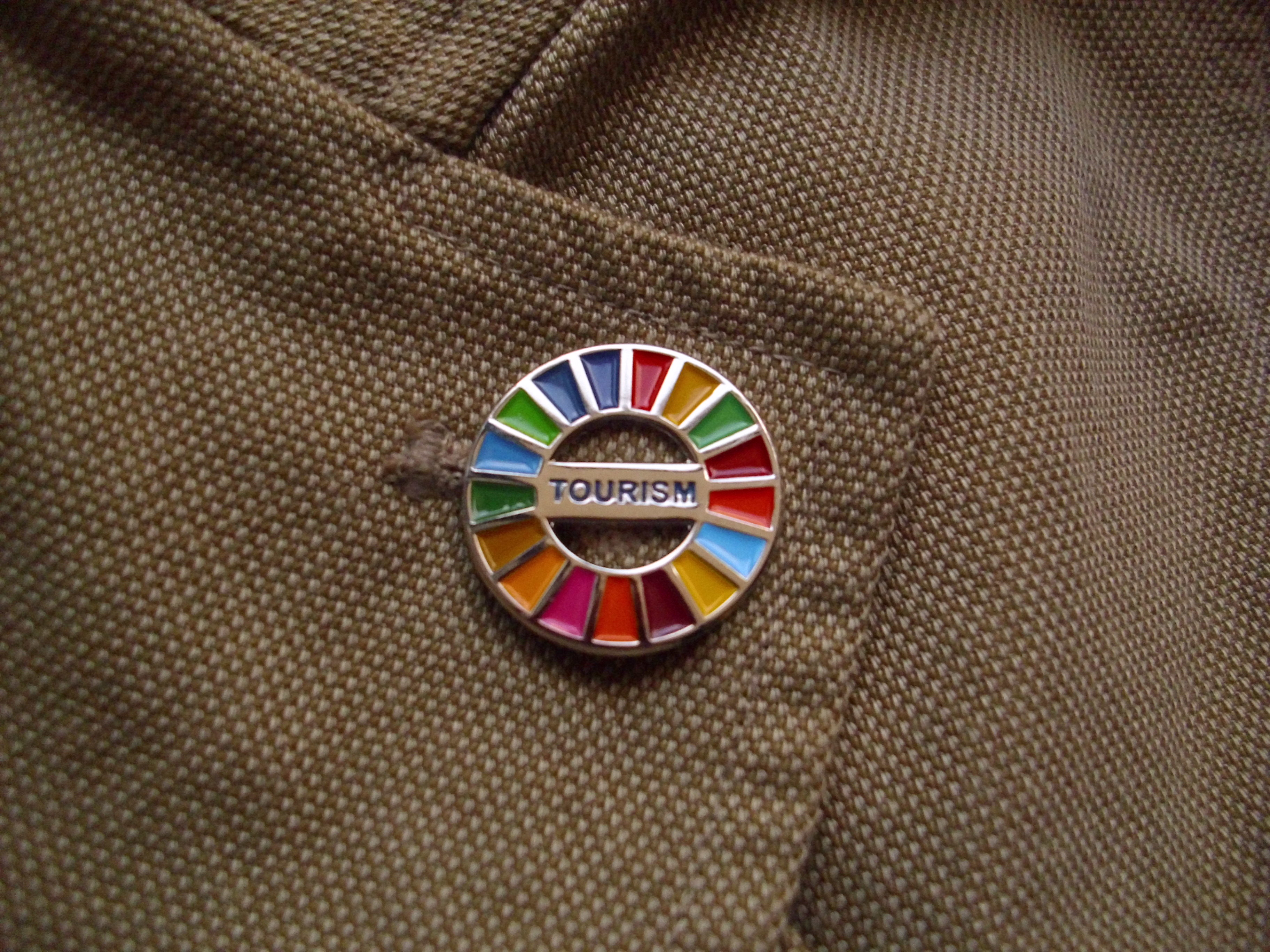
「持続可能な観光」を表すUNWTOのSDGsバッジ

国連は持続可能な開発目標（SDGs）への取り組みを推進・推奨しており、国連各機関へも導入・実施を求め、ユネスコは持続可能な開発のための文化を採択し、ユネスコ事業に持続可能な開発を反映させるようになった（持続可能性#ユネスコによる持続可能性も参照）。特にSDGs目標11「包摂的で安全かつ強靱（レジリエント）で持続可能な都市及び人間居住を実現する」の第4項では「世界の文化遺産および自然遺産の保全・開発制限取り組みを強化する」と明記されており、人間居住科学で精神衛生上必要とされる文化遺産・自然遺産のような心の拠り所を認識・確認する意味で実際に現場を訪ねる（旅行する）ことに意味があるとされる。

## 提唱
世界遺産を観光資源として活用する遺産の商品化では観光公害を厳しく監視し管理対策することを求めてきた。しかし、新型コロナウイルスのパンデミックによる外出自粛は世界中の観光業全般（輸送・宿泊・飲食・土産・旅行会社等）に大打撃を与えた。観光産業は2019年時点で全世界のGDPの10.3％を占め、関連するレジャー産業を含めると第三次産業のサービス業では最多の就労人口があるため、長期休業は失業率の悪化を招き、経済失速に直結する。また、途上国において多くの就業の場を提供し、収益の一部は観光地のインフラ整備や保全費用に還元され、異文化体験や自然に接することで異文化理解を促進し文化対立を無くしたり環境保護意識を醸成する。こうしたことから国連観光機関（UNWTO）は速やかな観光回復の重要性を説いた。

## 具体案
レジリエント・ツーリズムを提唱したのがユネスコや国連観光機関であることから、ヘリテージツーリズムが前提となるが、各種遺産を中核とした観光地の閉鎖状況に関する統計の一つとして、2020年9月14日時点で世界遺産の74％が未だに開放されていないか、公開制限が課せられている状態にある。

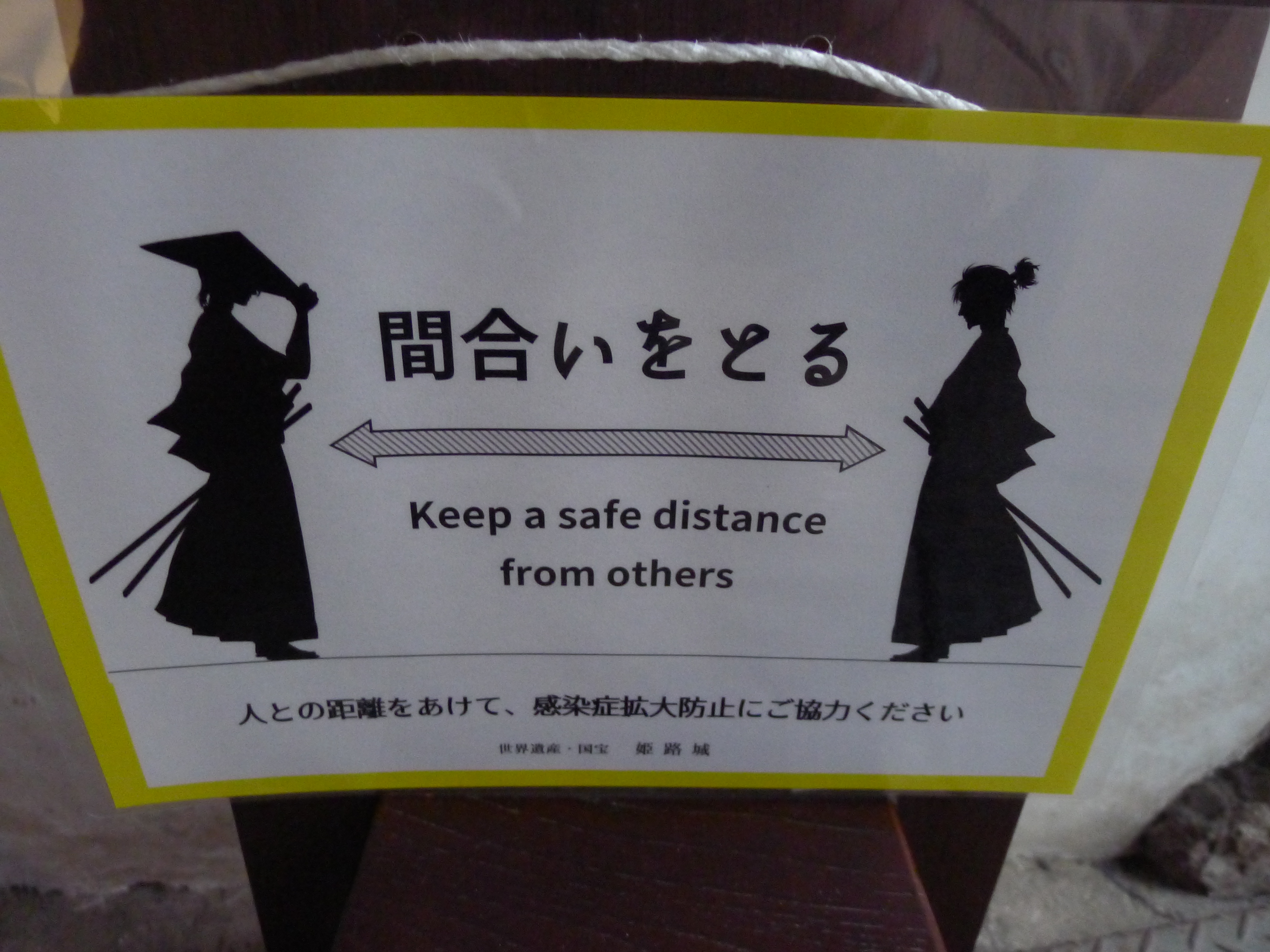
ソーシャルディスタンスを「間合い」に例えた姫路城、こうした遊び心も大切

コロナ禍における移動を伴う観光での最大の障壁は感染防止（自身の感染と感染拡大）に尽きる。新型コロナウイルス感染症流行下の観光の在り方の一例として、日本では消毒液の設置やマスク着用の義務化、検温の実施、ソーシャルディスタンスの呼びかけといった感染対策を実施することで日本の世界遺産は全て再開に漕ぎ着け高く評価された。
トラベルバブルが始まったとはいえ、海外旅行に関してはまだ入国制限を課す国が多く、国際線の就航率も低い状態にある。まずは自国内の観光地を短期間で訪ねるマイクロツーリズムのような形式から開始することが現実的とされた。
また、新型コロナウイルスが瞬く間に世界へ広がったのは、航空機による大量高速移動の時代ならではとされ、コロナ後の旅行におけるニューノーマルとして、旅行者のみならず旅行サービス従事者の衛生対策や日々の健康管理とその開示、キャパシティの制限、タッチレス・ソリューションの普及などを上げている。
2020年12月14日には、オンライン会議「World Heritage and tourism: Tackling the challenges of the COVID-19 Crisis」を開催し、都市遺産における都市観光や文化的景観といった人口密度が高い場所や人の暮らしがあり接触確率が高い世界遺産での安全確保の方法などについて協議が行われた。

## 国際連携
2020年11月21・22日にサウジアラビアでオンライン開催されたG20リヤドサミットにおいて、アフターコロナの旅行・観光を促進させることを確認し、G20の中に「G20ツーリズムワーキンググループ」の設置を決めた。

## レジリエント・ツーリズム・デー
2023年の国連総会において、毎年2月17日を「Global Tourism Resilience Day（世界観光レジリエンスの日）」と定めた。

## 実行政策
ユネスコは「アフターコロナの世界遺産管理：保全・観光・地域の生計戦略の統合」を打ち出している。
自然遺産をエコツーリズムやスポーツツーリズムの場として積極的に活用するオーストラリアでは、レジリエント・ツーリズムの提唱をうけ、早速4000万豪＄（約30億円）の予算を編成してパークレンジャーやインタープリターといったソーシャルワーカー1000人の雇用創出や施設整備に充てることとした。
産業革命発祥の地として産業遺産の保護とリビングヘリテージを活用するイギリスでは、1億300万英￡（約142億円）の予算を編成し、衛生的環境の整備や施設のバリアフリー化を進め、国内向けの広報を展開することで旅行需要の喚起を図る。
カナダの文化遺産省では7200万加＄（約56億円）の予算を編成し、ファースト・ネーションを含む先住民の伝統芸能継承保護（カナダにはユネスコの無形文化遺産がない）や国技扱いされるアイスホッケー支援を行う。

## 無形文化遺産への波及
ユネスコはコロナで混乱した社会の回復（レジリエント）・立て直しに、地域毎の伝統や受け継がれてきた知恵といった文化的財（無形財）の民俗知にヒントがあるとし、“Dive into Intangible Cultural Heritage（無形遺産に飛び込もう）” プロジェクトを立ち上げ、無形文化遺産を見学することも推奨する。

## 文化観光への波及

世界遺産の富士山を擁する山梨県で文化観光推進法認定施設となった山梨県立富士山世界遺産センター

ヘリテージツーリズムを主体とするレジリエント・ツーリズムは、文化観光の促進も図っている。
日本では2020年（令和2年）に文化観光拠点施設を中核とした地域における文化観光の推進に関する法律（文化観光推進法）が成立したことで、その運用が注目されている。

## デジタル化の促進
旅行やその準備段階から人との接触回数を減らすべく、インターネット予約と電子航空券やQRコード搭乗券の発行、およびその電子決済やQR・バーコード決済などを推進する。これはペーパーレスによる資源保護にも繋がる。
一方で、地理学に属する旅行は実際に現地へ出向く体験に意味があるが、例えば非公開の世界遺産やドローンを駆使した特別な視点をオンラインツアーで提供し、その売り上げを保全費用に充当するという試案も出された。このような旅行におけるデジタルトランスフォーメーションも推奨する。

## 個人の取り組み
ユネスコではレジリエント・ツーリズムをサステイナブルツーリズムの延長線と位置付け、世界遺産センターのサイト内に個人旅行者が旅をする際にやるべきことを公開した。

〔旅行前〕
- 世界遺産サイトの歴史・文化・自然環境・習慣・伝説などを世界遺産センターのサイトで調べる
- 混雑を避け人が少ない場所を目的地とし、ハイシーズンを回避する
- 現地でゴミを出さない荷造りをする
- 温室効果ガス排出の少ない移動手段を検討・手配する

〔旅行中〕
- 現地の文化を尊重し、可能であれば実践・体験する
- 現地の製品やサービスを購入・利用する。但し、絶滅の危機に瀕している天然資源由来のものは避ける
- フードマイレージが低い現地の食材を食べる（地産地消）
- 滞在先での光熱費や水、その他のエネルギー消費を減らす

〔旅行後〕
- 自身の体験の中から世界遺産保護に役立ちそうなヒントを多くの人に伝える
- 写真（特に危機意識を煽るようなもの）をSNSに上げて発信する
- 世界遺産保護に係る寄付を行う

さらに、世界遺産委員会にオブザーバー参加するユネスコと協力関係にあるNGOなどが、レジリエント・ツーリズムをより禁欲的な旅とする「コンシャス・ツーリズム」（Conscious Tourism＝意識高い系の旅）として提案している。

## 課題
前述のように日本では観光地はじめ、日常の至る所に消毒が設置されており、旅先でも除菌衛生用品を入手し携行することが可能だが、途上国では石鹸や清潔な水の確保すら困難なこともあり、観光客用よりまずは地域住民の命を守るために供給すべきとされる。
中国では2020年10月1日からの国慶節に伴う大型連休では、大規模な都市間移動や観光地が密な状態となりマスク未使用者が多いなど、観光客側の意識の在り方も問題視される。 こうした配慮に欠ける行動は、受け入れる側を萎縮・警戒させ、引いては観光の回復を遅らせることにもなる。